# Niklas Granström

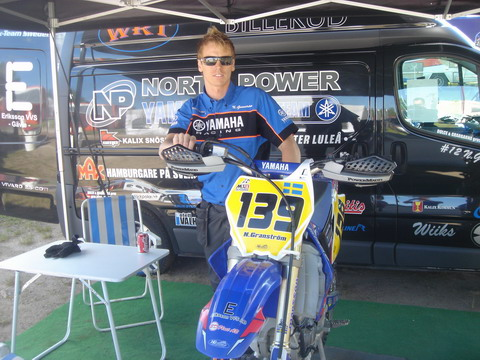
Niklas Granström, VM Deltävling 2006

Niklas Granström, född 10 juli 1978 i Kalix i Norrbotten, är en svensk motocrossåkare som körde under smeknamnet Norrlandsexpressen mellan åren 1991 och 2006. Vid slutet av sin karriär hade han gjort 463 stycken tävlingar i 34 länder med 110 stycken vinster.
Efter avslutad karriär som motocrossförare har Granström varit tränare på motocrossläger. Inget försök till comeback inom sporten har gjorts men han deltog i Stockholmscrossen på U-ringen en gång 2008, en tävling han vann. 
Direkt efter avslutad motocrosskarriär År 2006 startade Granström Northpower bolagen som senare växt till en koncern inom bygg och fastigheter.

## Främsta meriter i mästerskapstävlingar
- 1991: Klubbmästare 80cc
- 1992: Klubbmästare 80cc
- 1994: 1:a, Nordcupen 80cc
- 1995: 1:a, Nordcupen 80cc
- 1996: 1:a, Nordcupen 250cc Junior, 1:a DM 250cc Junior
- 1997: 1:a, Nordcupen 250cc Junior, 1:a DM 250cc Junior
- 1998: 1:a, Nordcupen 250cc Junior, 1:a DM 250cc Junior (Tävlade i USA under 2 månader)
- 1998: 1:a, Nordcupen 250cc Elit, 1:a DM 125-500cc Elit (Tävlade i USA under 6 månader)
- 2000: 1:a, DM 125-500cc Elit (Tävlade i USA under 6 månader)
- 2001: 1:a, DM 125-500cc Elit (Tävlade i USA under 6 månader)
- 2002: 32:a, SM (Skadad stora delar av säsongen)(Tävlade i Spanien under 2 månader)
- 2003: 31:a, SM (Tävlade i Spanien & Sydeuropa under 5 månader)
- 2003: 17:e, SM, 9:a NM, 28:a EM (Tävlade i Spanien & Sydeuropa under 5 månader)
- 2004: 9:a, SM, 1:a Nordcupen 250cc Elit (Tävlade i Spanien & Sydeuropa under 3 månader)
- 2005: 4:a, SM, 20:e VM, 1:a Isländska Mästerskapen (Tävlade i Spanien & Sydeuropa under 2 månader)
- 2006: 6:a, SM, 17:e VM, 1:a Isländska Mästerskapen (Tävlade i Spanien & Sydeuropa under 2 månader)